# Матушевська Віра Олександрівна
Віра Олександрівна Матушевська (уроджена Попова; 1874, Харків — 1944, Мордовія) — українська лікарка за фахом, лексикограф, громадська діячка, членкиня УПСФ. Дружина визначного громадського діяча, публіциста, члена ЦР, посла УНР у Греції Федора Матушевського.
Жертва сталінського терору.

## Життєпис
Навчалась у Жіночому медичному інституті в Петербурзі. Ще студенткою Віра щиро переймалася українськими справами і вступила до численної української студентської громади Петербурга, серед членів якої були Дмитро Дорошенко, сестра Лесі Українки Ольга Косач, з якою вона заприятелювала.
У домі Лотоцьких у Петербурзі познайомилася зі студентом Дерптського університету своїм майбутнім чоловіком Федором Матушевським. 1904 р. Віра закінчила навчання і пара обвінчалася на Харківщині. У своїх спогадах історик і політик Дмитро Дорошенко про Віру й Федора напише: «Се була взірцева пара українських громадян, що все без останку життя своє посвячували українській справі».
З серпня 1904 року по листопад 1905 року за розподілом працювала «санітарним лікарем Харківського губернського земства Вовчанського уїзду, організовуючи там медичну допомогу, провадячи боротьбу з епідеміями, санітарно-просвітницьку роботу у вигляді популярних читань, влаштовуючи яслі-притулки, шкільні сніданки тощо».
З кінця 1905 року Віра переїздить до чоловіка та працює на Київщині в містечку Боярка, де була «допущена до виконання з вільного найму посади боярського дільничого лікаря Київського уїзду» та одержала службове помешкання на території край лісу місцевої земської лікарні. Тут у боярській лікарні Віра Олександрівна лікувала від сухот Бориса Грінченка. У помешканні Матушевських часто бували Олена Пчілка, Ольга Косач-Кривинюк та інші визначні діячі.
У подружжя народжується троє хлопців: Юрій (1905—1970-ті), Борис (1907—1977) та Василь (1909—1941).
У роки Першої світової війни Віра Матушевська була переведена на роботу до Києва, родина оселилась на вулиці Столипінській (нині Олеся Гончара), 2. Лікарка Матушевська здійснювала численні обов'язки в медико-санітарному й гуманітарному напрямках; великого значення надавала діяльності в заснованому з початком війни «Товаристві допомоги населенню Півдня Росії, що постраждало від військових дій». Окрім того, обслуговувала ще численні притулки для дітей біженців української та єврейської бідноти з Галичини та Волині, що розташовані були в різних кінцях м. Києва. Окрім медичної роботи допомагала Товариству збиранням коштів, одягу та продуктів для інтернованих та біженців, а також улаштуванням старших дітей біженців по постійних притулках та школах для науки.
У середині травня 1918 року з родиною повертається жити та працювати на попереднє місце роботи головним лікарем до Боярки. Після більшовицької навали М. Муравйова, поки Київ відновлювався, уряд Скоропадського відправив дітей громадських діячів, вчителів, лікарів під час літніх вакацій 1918 року до Боярки, де Віра Олександрівна організувала дитячу колонію-санаторій (табір відпочинку) у покинутих будинках.
У січні 1919 р. чоловік Федір, разом із 13-річним сином Юрком, виїхав до Атен, щоб очолити Надзвичайну дипломатичну місію Української Народної Республіки у Греції, а 21 жовтня (2 листопада) 1919 року Федір Павлович помирає від хвороби в Атенах, сина Юрка Віра Олександрівна теж тоді бачила востаннє, він залишився навчатися в Греції, згодом навчався в Українській сільськогосподарській академії в Подєбрадах, із сином вона спілкувалася через подругу Ольгу Косач, яка через свою сестру Оксану Шимановську, що на той час мешкала в Чехії, передавала зашифровані листи.
У 1920-ті роки, незважаючи на нужду та величезну лікарську зайнятість, вона продовжувала працю в Комісії для складання «Словника української живої мови» Всеукраїнської Академії Наук як позаштатна співробітниця (з 1919 р.).
З кінця 1920-х років працювала головно в медичних установах Києва (до 1936 р.), мешкала у квартирі Лотоцьких по вулиці Підвальній (ніні вул. Ярославі Вал) 36, кв.4.
1929 р. у справі вигаданої в надрах ОДПУ Української СРР міфічної «Спілки визволення України» були ув'язнені сини — Василь і Борис Матушевські. Василь провів 4 роки у таборах Заполяр'я та на засланні в Архангельську, а Борис відсидів у політичному ізоляторі в Ярославлі (разом з ним там були літературознавці Сергій Єфремов, Андрій Ніковський та ін. діячі української науки і культури).
Після процесу «СВУ», коли всі друзі та двоє синів Матушевської сіли на лаву підсудних, вона налагоджує зв'язок з рештою свідомої інтеліґенції, і її квартира стає клубом, куди сходиться щовечора багато людей. Вона зберігає історичні матеріяли часів ЦР і Директорії, листування чоловіка з Єфремовим, Чикаленком, Дурдуківським, Петлюрою, фотознімки багатьох політичних діячів, статті, відозви тощо.
У 1930-ті працювала в Києві у поліклініці Південно-Західної залізниці. Лікувала після ув'язнення учителя своїх дітей Володимира Дурдуківського, підтримувала тісні зв'язки з біографинею Ольгою Косач-Кривинюк, її сестрою мемуаристкою Ізидорою Косач-Борисовою, Оленою Терниченко (дружиною Аристарха Григоровича), малярами Миколою Івасюком, Фотієм Красицьким та Василем Кричевським, театральним діячем Панасом Саксаганським, поетом Максимом Рильським, художником театру Іваном Курочкою-Армашевським, а також родинами Грушевських, Лисенків. За порадою, підтримкою та допомогою зверталась до Михайла Кравчука, Миколи Левитського, Євгена Тимченка, Овксентія Корчака-Чепурківського.
1936 року відвідала Крим, цікавлячись у населення настроями та ставленням до радянської влади, а дорогою назад завітала до Дніпропетровська до свого давнього приятеля професора Дмитра Яворницького.
9 вересня 1937 року Віра Матушевська заарештована як «організатор контрреволюційної групи жінок засуджених» і «дружина запеклого націоналіста». 1 жовтня 1937 року її відправлено до виправно-трудового табору терміном на 10 років. Також разом з матір'ю був заарештований удруге син Василь та висланий до Тайшета Іркутської обл. Середульший син Борис після звільнення 1938 р. був заарештований вдруге і засланий до Карелії. Звільнившись 1940 року в Україну він уже не повернувся: не було до кого.
Померла Віра Олександрівна Матушевська на засланні приблизно 1944 року в Мордовії.